# Judes Vaton
Judes Vaton (né le 17 avril 1972 en Martinique) est un joueur de football français (international martiniquais), qui évoluait au poste de défenseur.

## Biographie

### Carrière en sélection
Avec l'équipe de Martinique, il joue entre 1998 et 2006. 
Il figure dans le groupe des sélectionnés lors des Gold Cup de 2002 et de 2003. La Martnique atteint les quarts de finale de cette compétition en 2002.